# Reebok Stadium
Reebok Stadium je ime stadiona angleškega prvoligaša, nogometnega kluba Bolton Wanderers. Nahaja se v Middlebrooku, v Horwichu, blizu Boltonu (Greater Manchester). Največkrat se zanj uporablja skrajšano ime  'The Reebok'. Stadion ima štiri tribune: The Debt Matters (sever), the Woodford Group (jug): tribuna za gostujoče navijače, the West Stand (zahod) ter Nat Lofthouse (vzhod).

## Zgodovina
Stadion, na katerem je 28.723 sedišč je bil dokončan leta 1997, zgrajen pa je bil kot zamenjava za stari stadion kluba, Burnden Park. Kljub izboljšanim pogojem in povečani kapaciteti stadiona so navijači selitev sprejeli z neodobravanjem. Razlog za to je sentimentalne narave, k nepriljubljenosti novega stadiona pa je botrovala tudi njegova selitev izven mesta. V čast staremu stadionu se ulica, na kateri stoji novi stadion danes imenuje called Burnden Way.
Glavni svetovalec/arhitekt projekta je bilo podjetje Lobb Sports, nadzorno podjetje pa je bilo podjetje Bradshaw Gass & Hope. Vrednost projekta je znašala 25 milijonov funtov.
Stadion se imenuje po dolgoletnem sponzorju kluba, športnemu podjetju Reebok. Tudi ta poteza vodstva ni bila dobro sprejeta med navijači, ki so menili, da je to preveč finančno premišljena poteza, ki ne upošteva čustev ljubiteljev nogometa. Začetno neodobravanje je do danes delno že popustilo.

### Rekordi
Najvišji obisk: 28.353 proti klubu Leicester City, 28. december 2003
(FA Premier League)
Najnižji obisk: 3.673 proti klubu Gillingham, 21. september 1999 (2. tekma drugega kroga ligaškega pokala)
Najnižji obisk v prvi ligi: 17.014 proti klubu Derby County, 2. januar 2008
Najvišji obisk tekme UEFA pokala: 26.163 proti klubu Atletico Madrid, 14. februar 2008
Najvišji obisk v FA pokalu: 23.523 proti klubu Arsenal, 12. marec 2005, četrtfinale
Najvišji obisk v ligaškem pokalu: 18.037 proti klubu Tottenham Hotspur, 27. oktober 2004, 3. kolo

## Povprečna obiskanost ligaških tekem
| Sezona                      | Povprečna obiskanost |
| 2003-04                     | 26.795               |
| 2004-05                     | 26.006               |
| 2005-06                     | 26.265               |
| 2006-07                     | 23.282               |
| 2007-08 (do 26. marca 2008) | 20.412               |